# Касперівський ландшафтний заказник
Ка́сперівський зака́зник — ландшафтний заказник загальнодержавного значення в Україні. Розташований у межах Чортківського району Тернопільської області.
Площа — 818 га. Створений відповідно до постанови РМ УРСР від 19 квітня 1977 № 198. Перебуває у віданні Тернопільського обласного управління лісового господарствава, спілки пайовиків «Винятинська» і селянської спілки «Заповіт» Заліщицького району, Касперівської сільради, ТзОВ «Росинка», ВАТ «Тернопіль-обленерго».
Під охороною — унікальні природні комплекси в долині річки Серет із мальовничим водосховищем. Береги річки і водосховища високі, скелясті з вапняками оригінальних форм вивітрювання. Вздовж долини, у верхній частині схилу корінних берегів — виходи (відслонення) сарматських пісковиків і вапняків, часто у вигляді суцільної плити.
Рослинність представлена окремими лісовими масивами і ділянками степу. У лісовиї насадженнях переважають грабові масиви з домішками липи, клена гостролистого, дуба скельного. Підлісок утворюють ліщина, клен татарський, терен, шипшина. Значну цінність мають рідкісні скельні та степові рослини: ковила волосиста і пірчаста, сон великий, шиверекія подільська (види, занесені до Червоної книги України), горицвіт весняний, кизильник чорноплідний, півники угорські, занесені до Переліку рідкісних, і таких, що перебувають під загрозою зникнення, видів рослинного світу на території Тернопільської області.
Трапляються видра річкова, борсук звичайний, тварини, занесені до Червоної книги України, а також багато мисливських видів фауни: заєць сірий, лисиця руда, сарна європейська і тхір лісовий, куниця лісова й кам'яна, ондатра та інші.
У 2010 р. увійшов до складу Національного природного парку «Дністровський каньйон».

## Будівельні маніпуляції

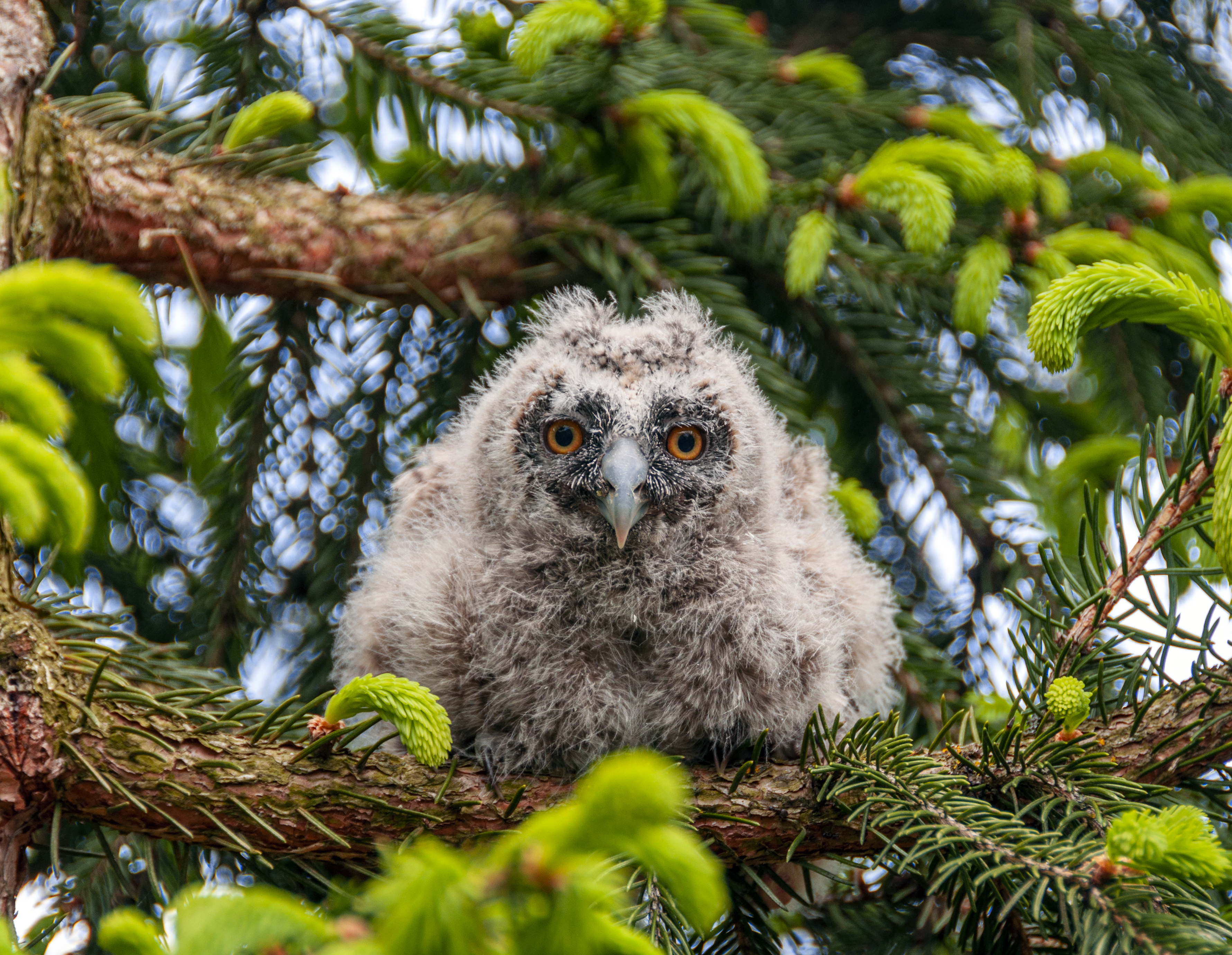
Совеня сидить на дереві

За інформацією від екологів, на території бази відпочинку «Росинка» та поблизу неї розташовані одно-, дво-, чотириповерхові будиночки, які перетворилися в такі з дерев'яних будиночків-«шпаківень» для відпочинку. За словами начальника відділу екомережі, природних ресурсів, екомоніторингу та зв'язків з громадськістю Управління екології Тернопільської облдержадміністрації Ігоря П'ятківського: «Існуючим положенням про ландшафтний заказник Касперівський заборонено на його території будівництво будь-яких нових об'єктів. Тому, якщо на території бази „Росинка“» або на прилеглій території, або на іншій таке нове будівництво велось, то вважати слід його незаконним з точки зору природоохоронного законодавства і зокрема закону України «Про природно-заповідний фонд України»".
ТОВ «Росинка» — єдина база, що має державний акт на право постійного користування 2,5 га землі у Касперівському заказнику.

## Галерея

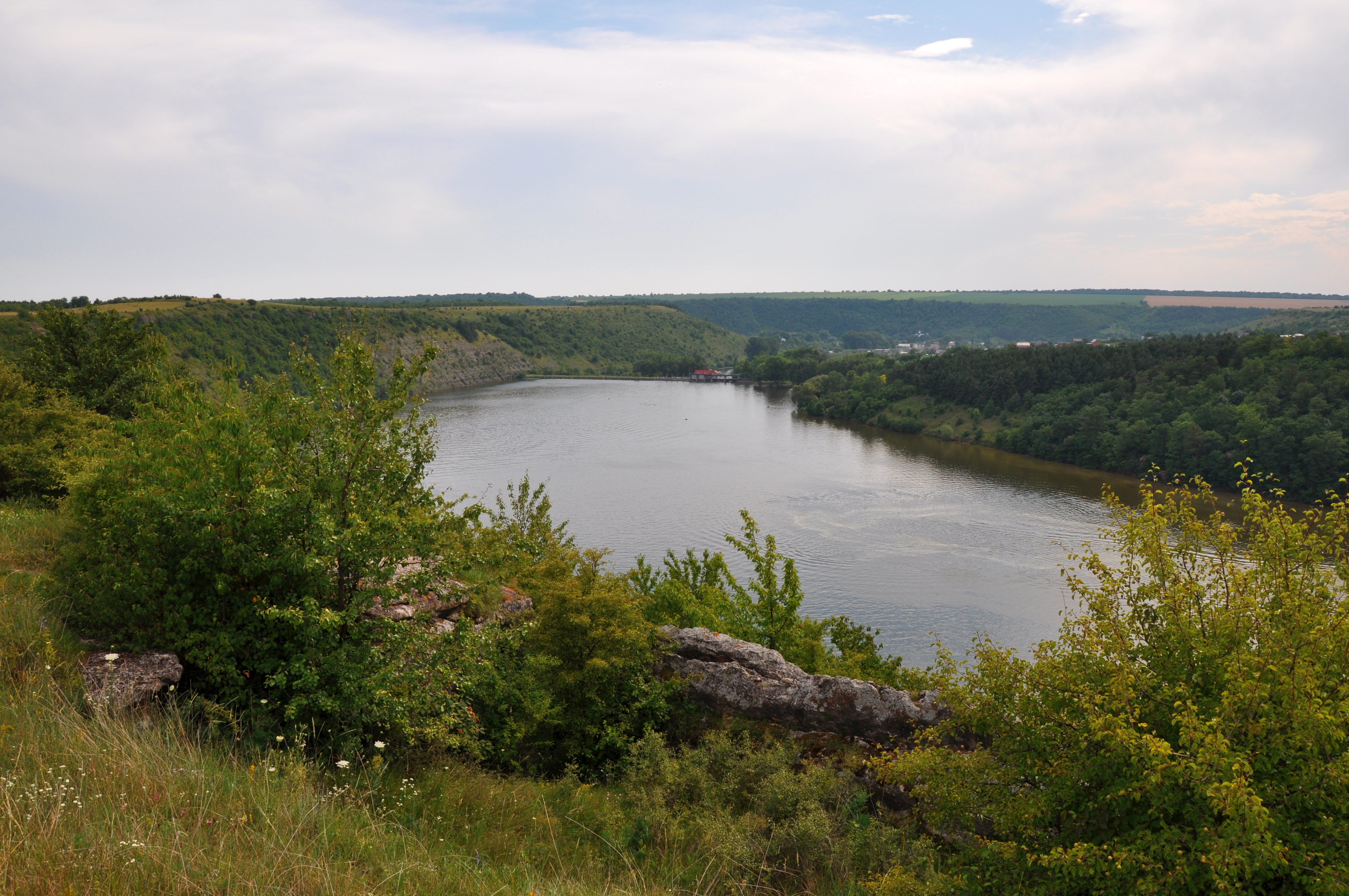
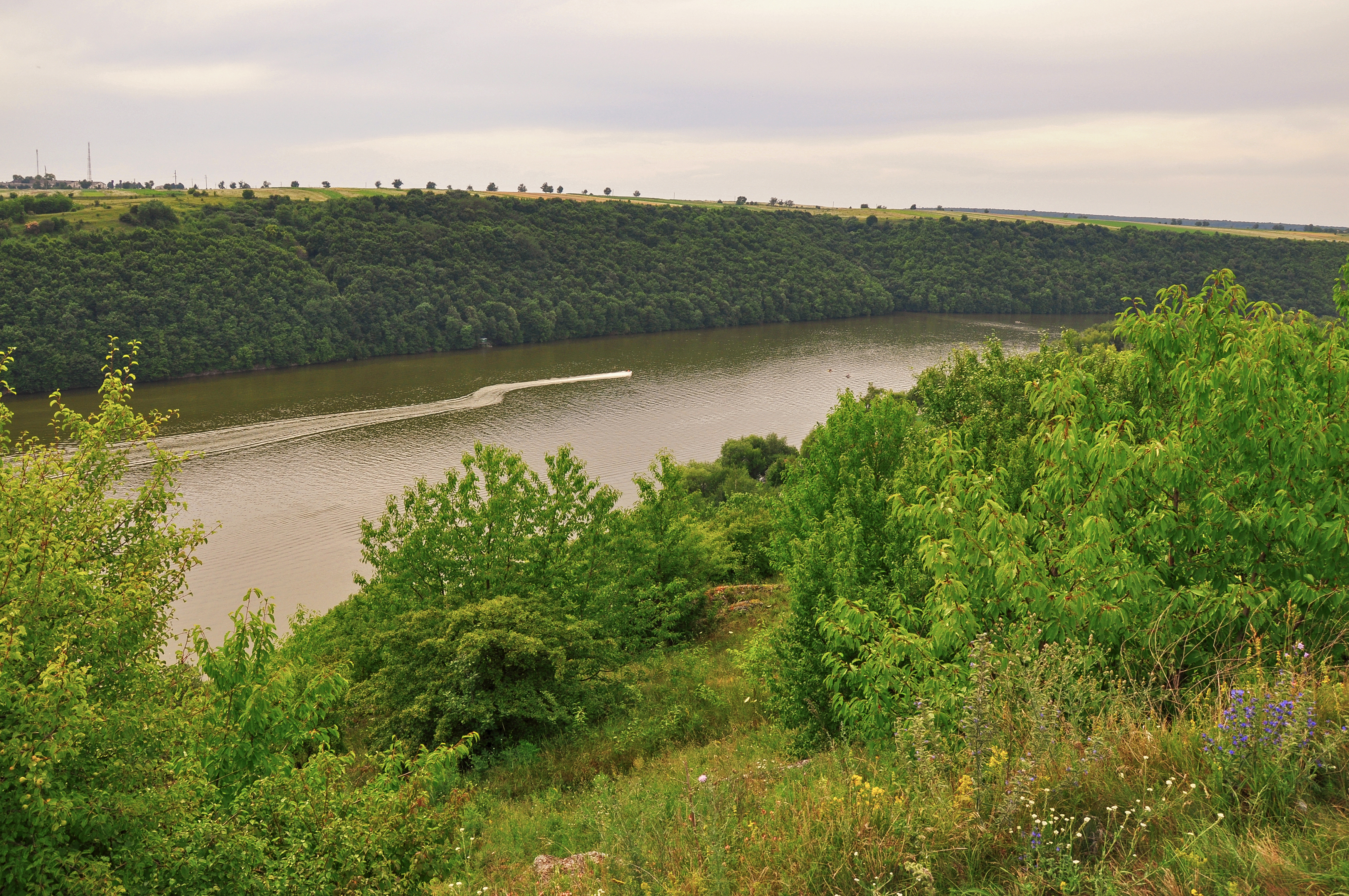